# نسرين حمزة
نسرين حمزة مواليد 23 أكتوبر 1993، هي لاعبة كرة يد تونسية تلعب كحارس مرمى. مثلت منتخب تونس لكرة اليد للسيدات.

## سجل المنافسة
شاركت في البطولات التالية:
- بطولة العالم لكرة اليد للسيدات 2015